# Wągłczew-Kolonia
Wągłczew-Kolonia – wieś w Polsce położona w województwie łódzkim, w powiecie sieradzkim, w gminie Wróblew.
| SIMC    | Nazwa      | Rodzaj    |
| ------- | ---------- | --------- |
| 0990089 | Repta      | część wsi |
| 0990095 | Zimna Woda | część wsi |

W latach 1975–1998 miejscowość administracyjnie należała do województwa sieradzkiego.